# Grünwald
Grünwald (in bavarese Greawoid) è un comune tedesco di 10 954 abitanti, situato nel land della Baviera. È un sobborgo di Monaco di Baviera.
Grünwald è meglio conosciuto per il castello medievale di Grünwald (Burg Grünwald), i Bavaria Film Studios (uno degli studi di produzione cinematografica più grandi e famosi d'Europa) e come domicilio per molte persone importanti e ricche (Grünwald è il comune più ricco della Germania). Il castello oggi ospita una sede del Museo Archeologico Bavarese.

## Amministrazione

### Gemellaggi
- Neuenhagen bei Berlin
- Friesoythe
- Świebodzin
- Ottendorf-Okrilla

## Curiosità
Dal 1957 a Gräfelfing, pochi chilometri da questa ridente località alle porte di Monaco, ha vissuto l'attore Horst Tappert (sepolto nel cimitero cittadino), protagonista della serie TV L'ispettore Derrick.
Di questa, che rimane la più longeva e famosa serie televisiva tedesca, a Grünwald son stati girati l'episodio Festa per un anniversario, terzo della I stagione (1973) presso l'hotel Schloßhotel Grünwald, ancor oggi operante a Grünwald, mentre per le strade della cittadina bavarese è stato girato l'episodio Mi ha sempre chiamato zio Hoffmann della II stagione (1974).